# Olanu
Olanu là một xã thuộc hạt Vâlcea, România. Dân số thời điểm năm 2002 là 3400 người.